# The Parting Glass
The Parting Glass(파팅 글래스)는 아일랜드와 스코틀랜드의 고전 포크송이다. 친한 친구를 만난 술자리에서 늦은 밤이 되어 헤어지면서 마지막 잔을 따르는 내용을 다루고 있다. 아일랜드에서 널리 불리지만, 작별과 함께 스코틀랜드에서도 많이 불리는 곡이다. 따라서 국적은 불확실하다. 더 클랜시 브라더스는 이 곡이나 홀리 그라운드로 공연을 마쳤다. 밥 딜런의 노래 <Restless Farewell> 은 이 곡을 패러디한 곡이다. 다음과 같은 앨범에 수록되었다.
- 더 클랜시 브라더스-1959년 앨범 <Come Fill your Glass with us>, 1963년 앨범 <In Person at Carnegie Hall> 등
- 더 코리스-1977년 앨범 <Live From Scotland Volume 4>
- 더 더블리너스-1979년 앨범 <Together Again>
- 에드 시런-2011년 앨범 <+>